# Prueba de McDonald-Kreitman
La prueba de McDonald-Kreitman es una prueba estadística utilizada frecuentemente por biólogos evolutivos y de poblaciones para detectar evolución adaptativa dentro de una especie mediante selección, así como la proporción de sustituciones que resultan del proceso de selección positiva (también conocida como selección direccional). La prueba de McDonald-Kreitman compara la cantidad de variación dentro de una especie (polimorfismos) con la divergencia entre especies (sustituciones) en dos tipos de sitios, neutrales y no neutrales. Una sustitución se refiere a un nucleótido que se fija dentro de una especie pero dentro de una segunda especie se fija un nucleótido diferente  en el mismo par de bases de secuencias homólogas de ADN. Un sitio  es no-neutral si es ventajoso o perjudicial. Los dos tipos de sitios pueden ser sinónimos o no sinónimos dentro de una región codificante. En una secuencia de ADN que codifica una proteína, un sitio es sinónimo si una mutación puntual en ese sitio no cambia el aminoácido, también conocida como mutación silenciosa. Debido a que la mutación no resulta en un cambio en el aminoácido que fue codificado originalmente por la secuencia codificante, el fenotipo o el rasgo observable del organismo generalmente no cambia por la mutación silenciosa. Un sitio en una secuencia de ADN que codifica una proteína  es no-sinónimo si una mutación puntual en ese sitio da como resultado un cambio en el aminoácido, provocando un cambio en el fenotipo del organismo. Generalmente, las mutaciones silenciosas en las regiones codificantes se utilizan como "control" en la prueba de McDonald-Kreitman.